# 1802 au Bas-Canada
Cet article traite des événements survenus en 1802 au Bas-Canada. 

L'année 1802 a été marquée par plusieurs événements qui ont changé la vie des Canadiens.

## Événements

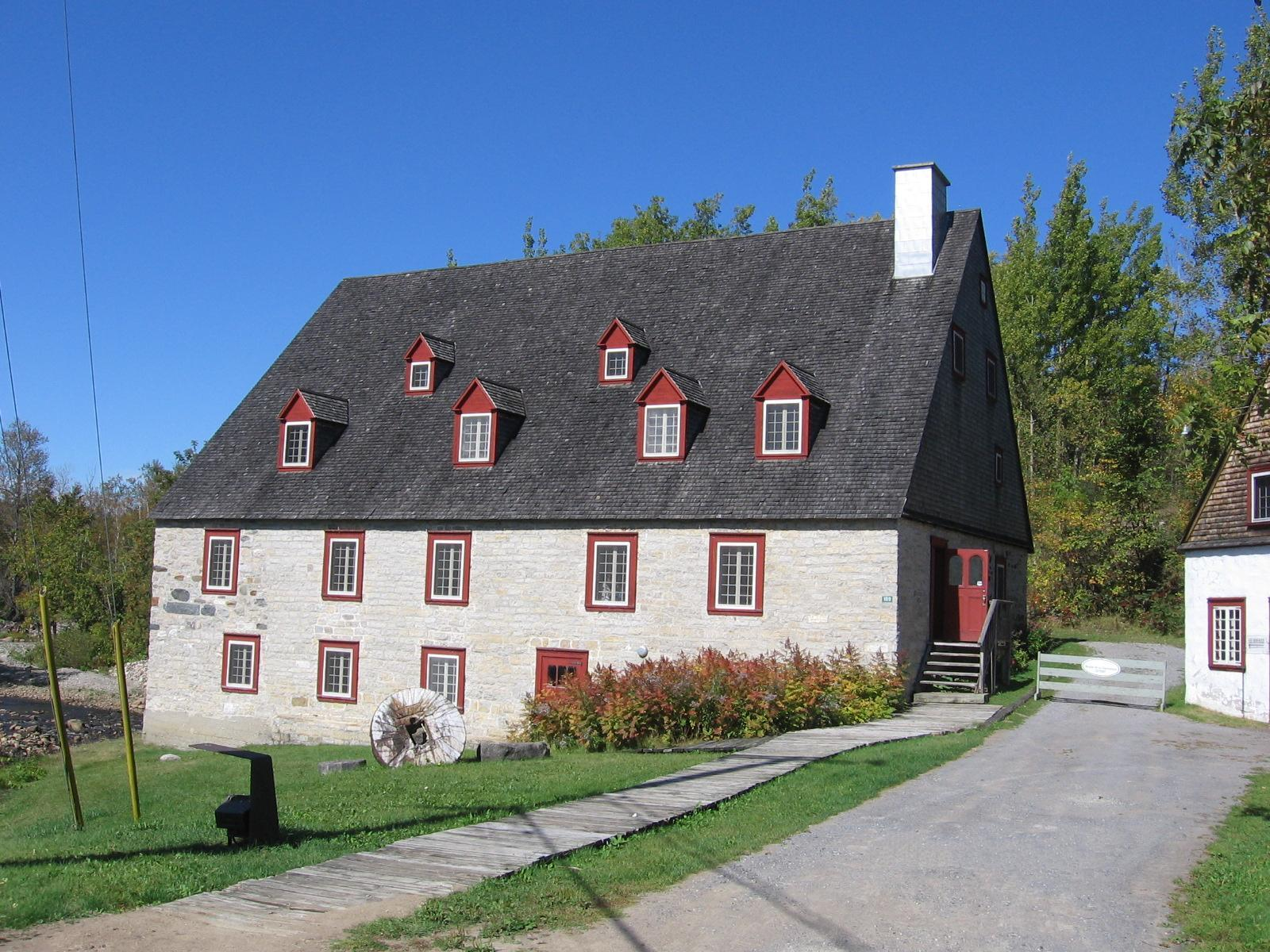
Moulin la Chevrotière à Deschambault-Grondines au Québec construit en 1802

- 7 juillet : Reconnaissance du canton de Tingwick.
- 2 octobre : Reconnaissance du canton de Thetford.
- Fondation de la Bibliothèque de l'Assemblée nationale du Québec par la Chambre d'assemblée du Bas-Canada.
- Gilbert Hyatt établit un moulin à farine près de la Rivière Saint-François et de la Rivière Magog. Ce lieu deviendra plus tard la ville de Sherbrooke.
- Arrivée à Québec du 49e régiment d'infanterie avec l'officier Isaac Brock. Celui-ci va continuer à monter en grade au fil des années et deviendra le commandant en chef des armées au Canada.

## Naissances
- 2 mai : Étienne Parent, journaliste et homme politique.
- 10 juin : Joseph Bourret, maire de Montréal.
- 25 octobre : Jos Montferrand, homme fort et draveur.
- 1 décembre : Armand-François-Marie de Charbonnel, évêque de Toronto.

## Décès
- 3 avril : Philippe-François de Rastel de Rocheblave, officier militaire et homme politique.